# Morella (genre)
Pour les articles homonymes, voir Morella.
Genre
Morella est un genre de plantes à fleurs de la famille des Myricaceae.

## Liste des espèces
Selon Catalogue of Life (23 février 2018) :
- Morella adenophora (Hance) J.Herb.
- Morella arborea (Hutch.) M. Cheek
- Morella brevifolia (E. Mey. ex C.DC.) D.J.B. Killick
- Morella cacuminis (Britton & P.Wilson) Berazaín & Falcón
- Morella californica (Cham. & Schltdl.) R.L. Wilbur
- Morella caroliniensis (Mill.) Small
- Morella cerifera (L.) Small
- Morella chevalieri C.Parra-Os.
- Morella chimanimaniana Verdc. & Polhill
- Morella cordifolia (L.) D.J.B. Killick
- Morella dentulata (Baill.) comb. ined.
- Morella diversifolia (Adamson) D.J.B. Killick
- Morella esculenta (Buch.-Ham. ex D.Don) I.M.Turner
- Morella faya (Aiton) R.L. Wilbur
- Morella funckii (A.Chev.) Parra-Os.
- Morella holdridgeana (Lundell) Wilbur
- Morella humilis (Cham. & Schltdl.) D.J.B. Killick
- Morella inodora (Bartram) Small
- Morella integra (A. Chev.) D.J.B. Killick
- Morella integrifolia (Roxb.) Vashi, Shankar & A.K.Misra
- Morella javanica (Bl.) I.M.Turner
- Morella kandtiana (Engl.) B. Verdcourt & R.M. Polhill
- Morella kraussiana (Buchfinger ex Meisn.) D.B. Killick
- Morella lindeniana (C.DC.) S.Knapp
- Morella microbracteata (Weim.) B. Verdcourt & R.M. Polhill
- Morella nana (A.Chev.) J.Herb.
- Morella parvifolia (Benth.) Parra-Os.
- Morella pavonis (C.DC.) Parra-Os.
- Morella pensylvanica (Mirb.) Kartesz
- Morella phanerodonta (Standl.) Wilbur
- Morella picardae (Krug & Urb.) Wilbur
- Morella pilulifera (Rendle) D.J.B. Killick
- Morella pringlei (Greenm.) Wilbur
- Morella pubescens (Humb. & Bonpl. ex Willd.) Wilbur
- Morella punctata (Griseb.) J.Herb.
- Morella quercifolia (L.) D.J.B. Killick
- Morella rivas-martinezii A.Santos & J.Herb.
- Morella rotundata (Steyerm. & Maguire) Parra-Os.
- Morella rubra Lour.
- Morella salicifolia (A. Rich.) B. Verdcourt & R.M. Polhill
- Morella serrata (Lam.) D.J.B. Killick
- Morella shaferi (Urb. & Britton) Berazaín & Falcón
- Morella singularis (Parra-Os.) Parra-Os.
- Morella spathulata (Mirb.) B. Verdcourt & R.M. Polhill